# Hasse Ekman
Hasse Ekman, né Hans Gösta Ekman le 10 septembre 1915 à Stockholm (Suède) et décédé le 15 février 2004 à Marbella (Espagne), est un réalisateur, acteur, scénariste et producteur de cinéma suédois.

## Biographie
En 1924, âgé de neuf ans, Hasse Ekman débute au cinéma avec un petit rôle dans un film muet, puis jouera régulièrement à partir de 1933 et jusqu'en 1960 (à trois reprises, sous la direction d'Ingmar Bergman). Il est scénariste de 1938 à 1964 et producteur entre 1945 et 1950. Enfin, il est assistant-réalisateur de Gustaf Molander en 1939, avant de réaliser des films (dont il est également, la plupart du temps, scénariste et acteur) entre 1940 et 1964. Il se retire après avoir dirigé un téléfilm en 1965. 
Fils de l'acteur et metteur en scène Gösta Ekman (1890-1938), Hasse Ekman est également le père de l'acteur Gösta Ekman (1939-2017), de l'acteur Stefan Ekman (1944-), et du réalisateur Mikael Ekman (1943-) — ce dernier, lui-même père de l'actrice, productrice et danseuse Sanna Ekman (1965-) —.    

## Filmographie partielle

### Comme réalisateur

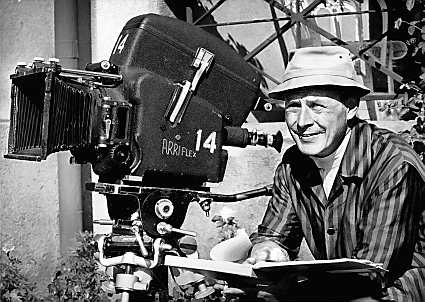
Hasse Ekman en 1963

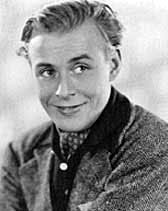
Hasse Ekman au début des années 1940

+ scénariste et acteur, sauf mention contraire
- 1939 : Emilie Högquist de Gustaf Molander (assistant-réalisateur)
- 1940 : Med dej i mina armar, avec Mimi Pollak
- 1941 : Första divisionen, avec Lars Hanson
- 1942 : Lyckan kommer
- 1942 : Flammes dans l'obscurité (Lågor i dunklet), avec Mimi Pollak
- 1943 : Sjätte skottet (non-scénariste)
- 1943 : Ombyte av tåg, avec Sonja Wigert
- 1944 : Excellensen, avec Lars Hanson
- 1944 : En dag skall gry
- 1944 : Som folk är mest (non-acteur)
- 1945 : Kungliga patrastek (+ producteur)
- 1945 : Vandring med månen
- 1945 : Fram för lilla Märta
- 1946 : Medan porten var stängd (+ producteur), avec Gunn Wållgren, Gunnar Björnstrand
- 1946 : Le jour se meurt (I dödens väntrum), avec Viveca Lindfors
- 1946 : Möte i natten
- 1947 : En fluga gör ingen sommar (+ producteur), avec Sonja Wigert, Gunnar Björnstrand
- 1948 : Lilla Märta kommer tillbaka, avec Gunnar Björnstrand
- 1948 : Var sin väg (+ producteur), avec Gunn Wållgren, Gunnar Björnstrand, Eva Dahlbeck
- 1948 : Banketten
- 1949 : Flickan från tredje raden (+ producteur), avec Maj-Britt Nilsson, Gunnar Björnstrand
- 1950 : Un chat blanc (Den vitta katten) (non-acteur ; + producteur), avec Gunnar Björnstrand
- 1950 : Hjärter knekt, avec Eva Dahlbeck, Ingrid Thulin
- 1950 : La Fille aux jacinthes (Flicka och hyacinter) (+ producteur)
- 1951 : Dårskapens hus, avec Harriet Andersson, Lars Hanson, Sonja Wigert
- 1952 : Eldfågen, film musical (non-acteur), avec Tito Gobbi, Maurice Béjart
- 1953 : Vi tre debutera, avec Maj-Britt Nilsson, Gunnar Björnstrand
- 1954 : Gabrielle (titre original), avec Erik Nordgren
- 1956 : Entrée réservée (Egen ingång), avec Bibi Andersson
- 1956 : Ratataa, avec Povel Ramel
- 1956 : Sjunde himlen, avec Gunnar Björnstrand
- 1957 : Sommarnöje sökes (sv) (réalisation uniquement)
- 1957 : Med glorian på sned
- 1958 : Den store amatören, avec Povel Ramel
- 1958 : Jazzgossen, avec Maj-Britt Nilsson
- 1959 : Himmel och pannkaka
- 1959 : Fröken Chic
- 1960 : På en bänk i en park, avec Allan Edwall (+ contribution à la musique de film)
- 1960 : Kärlekens decimaler
- 1961 : Stöten (réalisation uniquement)
- 1963 : Min kära är en ros (réalisation uniquement)
- 1964 : Äktenskapsbrottaren (non-acteur)
- 1965 : Niklassons, téléfilm (réalisation uniquement)

### Comme acteur uniquement
- 1936 : Intermezzo de Gustaf Molander, avec Gösta Ekman, Ingrid Bergman
- 1949 : La Prison (Fängelse) d'Ingmar Bergman
- 1949 : La Fontaine d'Aréthuse (Törst) d'Ingmar Bergman
- 1953 : La Nuit des forains (Gycklarnas afton) d'Ingmar Bergman